# Krátký Film Praha
«Krátký film» («Пражская студия короткометражных фильмов») — чехословацкая и чешская компания короткометражных фильмов, специализирующаяся на документальных, обучающих и мультипликационных фильмах. Основана в 1957 году.
Студия была основана в 1946 году в составе Чехословацкого института кино, после чего стала независимой в 1948 году и была окончательно отделена в 1957 году; в 1991 году преобразована в акционерное общество Krátký Film Praha. С 1950 года разделялась на четыре отдельные студии, занятых разными кинематографическими жанрами: научно-популярное кино, документальное кино, мультипликационные и кукольные фильмы. Студия, занимавшаяся мультипликацией, позднее получила название Bratři v triku (рус. «Братья в мультипликации»).

## История
В 1945 году весь чехословацкий кинематограф был национализирован, вследствие чего был создан Чехословацкий институт кино (Československý filmový ústav). Через год, в 1946 году, в рамках Института кино была организована студия, отвечающая за создание короткометражных фильмов — Krátký film. После окончания Второй мировой войны директором студии стал режиссёр Эльмар Клос — одним из главных организаторов национализации чехословацкого кино.
В 1948 году, вследствие значительной реорганизации чешского кинематографа под эгидой Československý státní film (Чехословацкое государственное кино), студии короткометражных фильмов была предоставлена независимость. В 1950 году внутри Krátký film были открыты четыре студии.
Последняя реформа, связанная со студией, произошла в 1957 году, когда при Министерстве образования было создано главное управление Чехословацкого кино. Согласно новым правилам, Kratký film была восстановлена, как независимая экономическая организация, то есть составная часть экономической единицы чехословацкого кинопроизводства. Это событие принято считать официальной датой основания студии.
С 1969 по 1985 год директором студии в течение длительного времени был Камил Пикса. Камил обладал огромным авторитетом на студии. Под его эгидой в 1977 году режиссёром Верой Хитиловой была снята комедия «Ставка — яблоко» (Hra o jablko) с Иржи Менцелем в главной роли. Этот фильм выделялся из репертуара студии ввиду того, что он был полнометражным.
После 1989 года произошла приватизация государственного кино. В 1990 году Krátký film был упразднён, как экономическая составляющая чехословацкого кино. Последним директором Krátký film до его переформирования был Любомир Якеш.
В 1991 году была зарегистрирована компания Krátký film A. S., которой было передано наследие Krátký film, в том числе авторские права, принадлежащие Krátký film. В 1996 году Krátký film A. S. была переименована в Krátký Film Praha.

## Известные авторы
- Збынек Бриних (чеш. Zbyněk Brynych) — режиссёр и сценарист.
- Зденек Милер (чеш. Zdeněk Miler) — художник-мультипликатор.
- Иржи Трнка (Jiří Trnka) — кукольник-мультипликатор.
- Владимир Лехкий (Vladimír Lehký) — режиссёр-мультипликатор, сценарист, художник.

## Известные работы
- «Крот» (Krtek или Krteček) — мультсериал